# Azalais de Porcairagues
Azalais de Porcairagues - també coneguda com a Azalaís o Azalaïs - (fl. 1170/75) fou una trobairitz de finals del segle xii, natural de Portiranhas, un vilatge situat a l'est de Besers i a prop de 10 km al sud de Montpeller (Occitània, sud del Regne de França).

## Vida
Poques són les dades biogràfiques d'aquesta autora que ens han arribat: s'ha conservat una breu Vida, que no permet datar-la amb precisió, però s'hi esmenta que estimava Gui Guerrejat, fill de Guillem VII de Montpeller, a qui sembla que dedicà algunes de les seves composicions. Gui Guerrejat nasqué el 1135 i morí el 1179, la qual cosa permet si més no situar més acuradament l'autora:
"N'Azalais de Porcarages si fo de l'encontrada de Monpeslher, gentils dòmna et ensenhada. Et enamorèt se d'En Gui Guerrejat, qu'èra fraire d'En Guilhem de Monpeslher. E la dòmna si sabia trobar, et fez de lui mantas bonas cansós."
Avui en dia es considera que Porcairagues es correspon amb la localitat de Portiranhas, entre Agde i Besièrs. No sembla que Azalaïs fos part de les famílies nobles de l'indret. De fet, també se sap que passà una gran part de la vida a Montpeller.
Un detall important sobre aquest personatge és que es tracta de la primera trobairitz de nom conegut. Tot i això, fins als nostres dies no ens n'ha arribat més que una cançó de 52 versos. La resta de la seva obra s'ha perdut. Malgrat tot, sembla que en la seva època va arribar a ser comparada a altres trobairitz com Beatritz de Dia (la comtessa de Dia) o Castelloza.

## Obra

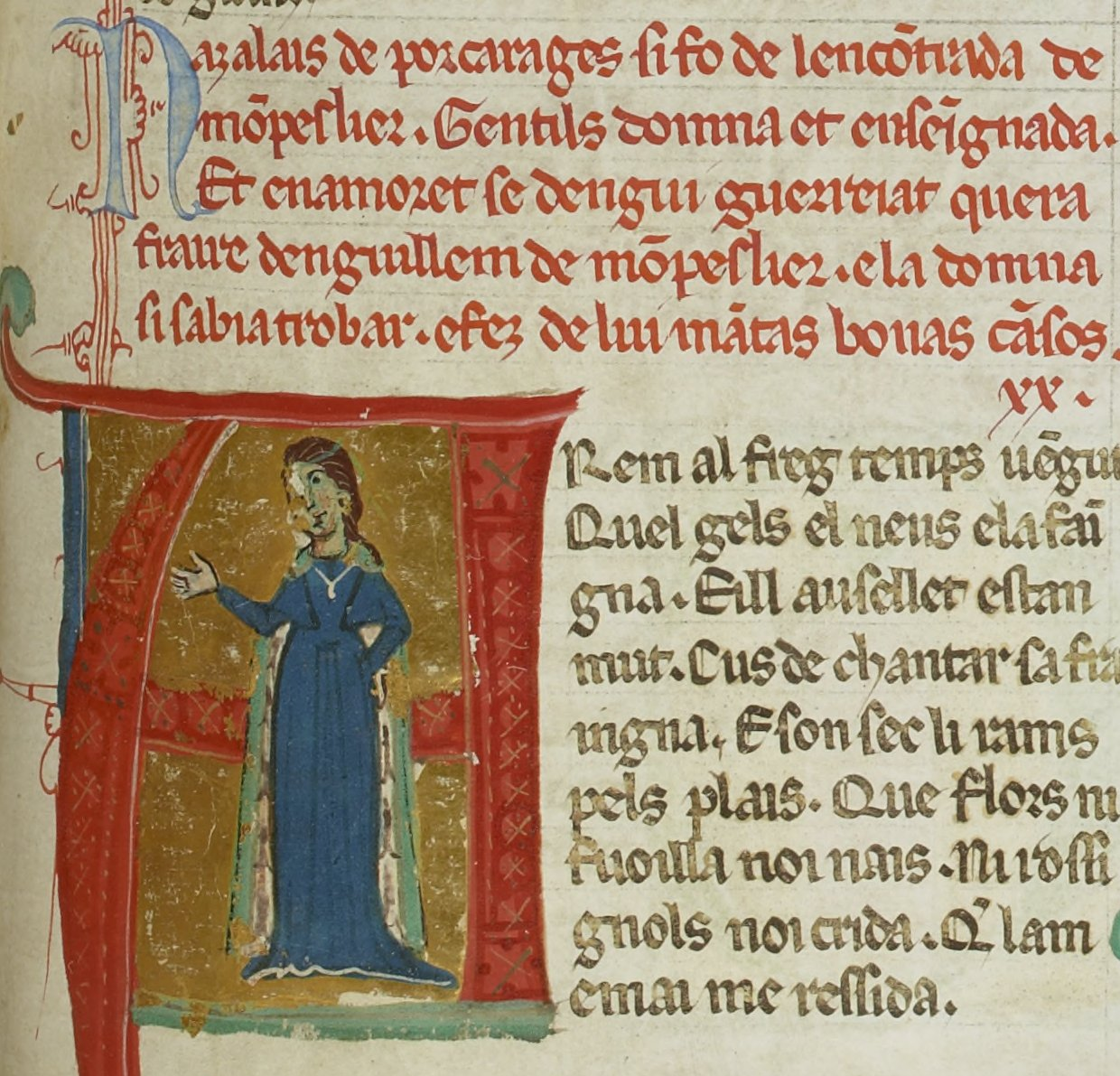
BnF ms. 854 fol. 140; cançoner I

La composició trobadoresca que ens ha arribat és un poema interessant, entre altres motius, per la frescor de la sensibilitat femenina, quan la dona, castament, parla de les relacions amoroses amb el seu amic, i com aquestes van avançant. En concret, en aquest poema, parla del moment en què el cavaller i la dama han d'anar més enllà en la seva relació sense cedir ni un pas a la temptació. En el llenguatge de la "cortesia" trobadoresca aquest moment és l'"assaig". Aquesta prova de paciència enamorada pot durar tant de temps com la dama desitgi, ja que l'amant ha promès no oposar-hi cap obstacle. És per això que, com a cavaller, ha de respectar aquests terminis. Tot i això, en la composició no deixa de respirar-se una certa ambigüitat entre aquesta prova amorosa i el seu combat. Al capdavall, un joc de rimes que embelleix encara més el poema. Aquesta cançó sembla que es va compondre després de la mort del trobador Raimbaut d'Aurenga (cosí de Gui Guerrejat i gran amic d'Azalais de Porcairagues), esdevinguda el 1173. A la tornada del poema, sembla que menciona Ermengarda de Narbona, mecenes i protectora d'Azalais.
- (43,1)[7] Ar em al freg temps vengut.